# Christophe Rochotte
Christophe Rochotte est un journaliste sportif français, né à Épinal le 19 mai 1962 et mort à Albi le 7 juin 2015, spécialisé dans la course à pied, notamment d'ultrafond.

## Biographie
Christophe Rochotte est un journaliste sportif qui a lui-même longtemps pratiqué l'ultrafond à un haut niveau. Il est cofondateur de la Transe Gaule,,. Christophe Rochotte est coauteur du livre Le guide d'entraînement ultra, paru en 2010. En 2018, il inspire un nouveau trail, la Rock Shot,.

## Records personnels
Statistiques ultra de Christophe Rochotte d'après la Deutsche Ultramarathon-Vereinigung (DUV) :
- Marathon : 2 h 30 min 44 s au marathon de Mérignac en 1988[9],[10]
- 50 km route : 5 h 8 min 45 s aux 24 h de Saint-Fons en 2012 (50 km split)
- 100 km route : 8 h 3 min 40 s aux 100 km de Rognonas en 1996
- 100 miles route : 21 h 29 min 30 s aux 24 h Self-Transcendence de Bâle en 1994 (100 miles split)
- 6 heures route : 57,000 km aux 24 h de Saint-Fons en 2012 (6 h split)
- 12 heures route : 100,000 km aux 24 h de Saint-Fons en 2012 (12 h split)
- 24 heures route : 207,505 km aux 24 heures de Niort en 1996
- 48 heures route : 231,746 km aux 10 jours Self-Transcendence de New York en 1998 (48 h split)
- 6 jours route : 556,833 km aux 10 jours Self-Transcendence de New York en 1998 (6 jours split)
- 10 jours route : 870,655 km aux 10 jours Self-Transcendence de New York en 1998